# Brighton Verlag
Die Brighton Verlag GmbH ist ein deutscher Kleinverlag mit Sitz in Framersheim.

## Geschichte
Der Verlag wurde 2005 in Ober-Flörsheim gegründet. Spätestens seit dem 27. Juli 2017, als die Eintragung als GmbH erfolgte, ist der Sitz in Framersheim. Einzelvertretungsberechtigte Geschäftsführerin ist Sonja Heckmann.

## Programm
Das Programm umfasst Romane, Kurzgeschichten, Essays, Kinderbücher, Kriminalromane, Biografien, Science-Fiction und Sachbücher.

## Veröffentlichungen (Auswahl)
Zu den im Verlag erschienenen Werken zählen:
- Eckhard Hammel, Angela Scheuren: Berlin Memopolis: Mahnmale in Berlin. Ober-Flörsheim 2015, ISBN 978-3-95876-070-7.[5]
- Eckhard Hammel (Hrsg.): Erinnern, Mahnen, Gedenken: Begleitbuch zu Berlin Memopolis. Framersheim 2016, ISBN 978-3-95876-217-6.[6]
- Riki Neudorfer: Ein Regentropfen auf der Milchstraße. Ober-Flörsheim 2015, ISBN 978-3-95876-033-2 (mit Illustrationen von Sabrina Kuhls).[7]
- Riki Neudorfer: Ein Regentropfen voller Glück. Ober-Flörsheim 2015, ISBN 978-3-95876-041-7 (mit Illustrationen von Sabrina Kuhls).[8]
- Erich Sedlak: Den Spuren folgen in die Dunkelheit. Ober-Flörsheim 2015, ISBN 978-3-95876-277-0.[9]